# Witstaartnachtzwaluw
De witstaartnachtzwaluw (Hydropsalis cayennensis synoniem: Caprimulgus cayennensis) is een vogel uit de familie van de nachtzwaluwen (Caprimulgidae).

## Verspreiding en leefgebied
De broedgebieden van de witstaartnachtzwaluw liggen in graslanden die een gedeelte van het jaar door overstromingen of het regenseizoen vochtig zijn en in gedegradeerde bosgebieden. Het verspreidingsgebied ligt op de Nederlandse Antillen (Aruba), Barbados, Martinique, Trinidad en Tobago verder op het vasteland van Midden- en Zuid-Amerika zoals Brazilië, Colombia, Costa Rica, Ecuador, Frans Guyana, Guyana, Suriname, Panama en Venezuela.
De soort telt zes ondersoorten:
- H. c. albicauda: van Costa Rica tot noordelijk Colombia.
- H. c. aperta: westelijk Colombia en noordelijk Ecuador.
- H. c. cayennensis: van oostelijk Colombia via Venezuela en de Guyana's tot noordelijk Brazilië.
- H. c. insularis: noordoostelijk Colombia en noordelijk Venezuela, de nabijgelegen eilanden.
- H. c. leopetes: Trinidad en Tobago.
- H. c. manati: Martinique (Kleine Antillen).

## Status
De witstaartnachtzwaluw heeft een groot verspreidingsgebied en daardoor is de kans op uitsterven gering. De totale populatie is in 2019 geschat op 0,5-5,0 miljoen volwassen vogels. In de meeste gebieden is de vogel nog redelijk algemeen. Om deze redenen staat deze nachtzwaluw als niet bedreigd op de Rode Lijst van de IUCN.